# 天主教貝倫總教區
天主教（帕拉的）貝倫總教區（拉丁語：Archidioecesis Belemensis de Pará）是羅馬天主教在巴西的一個教省總教區。此總教區下轄7個教區和1個自治監督區。
總教區位於帕拉州東北部六市，2006年有教友1,503,302人，佔轄區總人口73.6%。教區下轄五十四個堂區，有132名司鐸。現任總主教為亞爾伯·塔維拉-科雷亞，輔理主教為安多尼·達-阿西斯-里貝羅。
1720年3月4日成立教區，直屬里斯本宗主教區。1906年5月1日升為總教區。